# 丹尼爾·秀爾
丹尼爾·秀爾（德語：Daniel Schorn，1988年10月21日—）是一名奧地利男子單車運動員，在2008年至2016年間作為職業選手參加比賽，他曾代表國家參加2012年倫敦奧運的單車公路賽，並未獲得獎牌。